# Julia Gorbaniuk
Julia Gorbaniuk (ur. 23 stycznia 1974 w Kamieńcu Podolskim) – polska psycholog, dr hab., profesor nadzwyczajny Katedry Psychologii Emocji i Motywacji Katolickiego Uniwersytetu Lubelskiego Jana Pawła II.

## Życiorys
Studia magisterskie z psychologii na Wydziale Nauk Społecznych Katolickiego Uniwersytetu Lubelskiego w Lublinie uwieńczyła tytułem magistra uzyskanym w 1997 roku na podstawie pracy pt. Obraz siebie kobiet z niezamierzona bezdzietnością. W 2001 roku uzyskała doktorat z zakresu Psychologii Wychowawczej i Rodziny oraz Psychologii Społecznej KUL za pracę pt. Psychospołeczne uwarunkowania zadowolenia z repatriacji u Polaków z Kazachstanu. W 2013 r. otrzymała stopień doktora habilitowanego.
W 2002 została zatrudniona na stanowisku adiunkta w Instytucie Nauk o Rodzinie i Pracy Socjalnej na Wydziale Teologii Katolickiego Uniwersytetu Lubelskiego Jana Pawła II oraz w Instytucie Nauk Religijnych na Ukrainie. W latach 2000-2006 odbyła studia podyplomowe i szkolenia specjalistyczne w zakresie psychologii migracji, psychologii rodziny oraz uzyskała certyfikat specjalisty ds. pozyskiwania funduszy europejskich dla organizacji pozarządowych. W 2004 r. została Pełnomocnikiem Rektora ds. Studentów Zagranicznych studiujących w KUL. Obecnie pełni funkcję profesora nadzwyczajnego w Katedrze Psychologii Emocji i Motywacji na Katolickim Uniwersytecie Lubelskim Jana Pawła II.

## Życie prywatne
Ma męża i troje dzieci: córki Monikę i Karolinę, a także syna Artura.

## Nagrody
- 2015: Nagroda Rektora Katolickiego Uniwersytetu Lubelskiego Jana Pawła II w Lublinie[3]
- 2012: Naukowe Stypendium Rektora Katolickiego Uniwersytetu Lubelskiego Jana Pawła II w Lublinie[3]
- 2011: Naukowe Stypendium Rektora  Fundacji Rozwoju KUL[3]
- 2009: Zespołowa Nagroda Rektora Katolickiego Uniwersytetu Lubelskiego Jana Pawła II w Lublinie za przygotowanie Instytutu Nauk o Rodzinie do wizytacji zespołu oceniającego PAKA[3]
- 2007: Indywidualna Nagroda II stopnia Rektora Katolickiego Uniwersytetu Lubelskiego Jana Pawła II w Lublinie za współpracę z Hospicjum „Dobrego Samarytanina” w Lublinie i za organizację cyklu konferencji dla wolontariuszy hospicyjnych[3]
- 1997-2001: Doktoranckie Stypendium Ministerstwa Edukacji Narodowej, RP[3]
- 1993-1997: Naukowe Stypendium Fundacji Jana Pawła II za studia magisterskie w zakresie psychologii[3]